# Liste von Kraftwerken in Algerien
Die Kraftwerke in Algerien werden sowohl auf einer Karte als auch in Tabellen (mit Kennzahlen) dargestellt. Die Liste ist nicht vollständig.

## Installierte Leistung und Jahreserzeugung
Algerien lag bzgl. der jährlichen Erzeugung im Jahre 2011 mit 48,05 Mrd. kWh an Stelle 52 und bzgl. der installierten Leistung im Jahre 2013 mit 15,2 GW an Stelle 48 in der Welt. 2011 wurden 99,8 % des Stroms in Gaskraftwerken erzeugt. Laut Energieministerium wurden im Jahre 2011 48,87 Mrd. kWh produziert, davon 9,65 Mrd. (19,8 %) durch Dampfkraftwerke, 15,7 Mrd. (32,1 %) durch GuD-Kraftwerke, 22 Mrd. (45,1 %) durch Gasturbinen und 1,5 Mrd. (3,0 %) durch sonstige Erzeugung. Der Spitzenverbrauch stieg von 4.965 MW im Jahre 2002 auf 8.606 MW im Jahre 2011 an, was einer durchschnittlichen jährlichen Steigerung von 6,3 % entspricht.

## Karte
| Ain |

| Beni Haroun |

| Berrouaghia |

| Bou |

| Ghrib |

| Hadjret |

| Ham |

| Hassi M |

| Hassi R |

| Ighil |

| Jijel |

| Koudiet |

| Lar |

| Mar |

| Msila |

| Fodda |

| Ras Djinet |

| Reliz |

| Skikda |

| Terga |

| Tiaret |

## Kalorische Kraftwerke
In der Tabelle sind nur Kraftwerke mit einer installierten Leistung > 400 MW aufgeführt.
| Name des Kraftwerks | Inst. Leistung (MW) | Brennstoff | Status     |
| ------------------- | ------------------- | ---------- | ---------- |
| Ain Djasser         | 520                 | Erdgas     | in Betrieb |
| Berrouaghia         | 500                 | Erdgas     | in Betrieb |
| Bou Tlelis          | 446                 | Erdgas     | in Betrieb |
| Hadjret En-Nouss    | 1.260               | Erdgas     | in Betrieb |
| Hamma               | 418                 | Erdgas     | in Betrieb |
| Hassi Messaoud      | 492                 | Erdgas     | in Betrieb |
| Jijel               | 588                 | Erdgas     | in Betrieb |
| Koudiet Eddraouch   | 1.200               | Erdgas     | in Betrieb |
| Larbaa              | 500                 | Erdgas     | in Betrieb |
| Marsat              | 840                 | Erdgas     | in Betrieb |
| Msila               | 1.230               | Erdgas     | in Betrieb |
| Ras Djinet          | 672                 | Erdgas     | in Betrieb |
| Relizane            | 465                 | Erdgas     | in Betrieb |
| Skikda              | 880                 | Erdgas     | in Betrieb |
| Terga               | 1.200               | Erdgas     | in Betrieb |
| Tiaret              | 420                 | Erdgas     | in Betrieb |

## Wasserkraftwerke
| Name des Kraftwerks | Inst. Leistung (MW) | Fluss      | Status     |
| ------------------- | ------------------- | ---------- | ---------- |
| Beni Haroun         | 180                 | Rhumel     | in Betrieb |
| Ghrib               | 7                   | Cheliff    | in Betrieb |
| Ighil Emda          | 24                  | Agrioum    | in Betrieb |
| Oued Fodda          | 15                  | Oued Fodda | in Betrieb |

## Windenergieanlagen
In Algerien waren spätestens seit 2014 und unverändert Ende 2022 Windkraftanlagen (WKA) mit einer Gesamtleistung von 10 MW in Betrieb.

## Sonstige
| Name des Kraftwerks | Inst. Leistung (MW) | Brennstoff    | Status     |
| ------------------- | ------------------- | ------------- | ---------- |
| Hassi R’Mel         | 150                 | Erdgas, Solar | in Betrieb |